# César Maluco
César Augusto da Silva Lemos, conocido deportivamente como César Maluco, (Niterói, 17 de mayo de 1945) es un exfutbolista brasileño, que jugaba de delantero y que militó mayoritariamente, en diversos clubes de Brasil y en uno de Chile (único país donde jugó en el extranjero) y fue internacional con la Selección de Brasil, llegando a participar en la Copa Mundial de Fútbol de 1974.

## Clubes
| Club                      | País   | Año       |
| ------------------------- | ------ | --------- |
| Flamengo                  | Brasil | 1964-1967 |
| Palmeiras                 | Brasil | 1967      |
| Flamengo                  | Brasil | 1968      |
| Palmeiras                 | Brasil | 1968-1975 |
| Corinthians               | Brasil | 1975      |
| Santos                    | Brasil | 1976      |
| Fluminense                | Brasil | 1977      |
| Universidad de Chile      | Chile  | 1977      |
| Botafogo (Ribeirão Preto) | Brasil | 1978      |